# Albert Pinya
Albert Pinya   (Palma, 1985) és un pintor mallorquí d'art pop basat en el món del còmic i la il·lustració. Ha col·laborat amb autories com Àngel Terrón, Pau Vadell, Laia Malo, Joan Miquel Oliver o el ceramista Joan Pere Català Roig.

## Obra publicada
- Agropower.  Calonge: AdiA Edicions, 2017.
- Muladar.  Calonge: AdiA Edicions, 2020.[7]